# Art Directors Guild Award pour contribution exceptionnelle à l'imagerie cinématique
L'Outstanding Contribution to Cinematic Imagery est une récompense cinématographique américaine décernée chaque année depuis 1997 par l'Art Directors Guild aux artistes dont le travail a richement amélioré les aspects visuels des films dans l'industrie cinématographique.

## Récipiendaires
| Années 1990 | Lauréats       | Années 2000 | Lauréats         | Années 2010 | Lauréats                        |
| ----------- | -------------- | ----------- | ---------------- | ----------- | ------------------------------- |
|             |                | 2000        | Blake Edwards    | 2010        | Warren Beatty                   |
|             |                | 2001        | Clint Eastwood   | 2011        | Syd Dutton et Bill Taylor       |
|             |                | 2002        | Frank Oz         | 2012        | La série des films Harry Potter |
|             |                | 2003        | Non décerné      | 2013        | La série des films James Bond   |
|             |                | 2004        | John Lasseter    | 2014        | Martin Scorsese                 |
|             |                | 2005        | Zhang Yimou      | 2015        |                                 |
|             |                | 2006        | Steven Spielberg | 2016        |                                 |
| 1997        | Allen Daviau   | 2007        | Terry Gilliam    | 2017        |                                 |
| 1998        | Norman Jewison | 2008        | Ray Harryhausen  | 2018        |                                 |
| 1999        | Robert Wise    | 2009        | George Lucas     | 2019        |                                 |